# Gem Theater

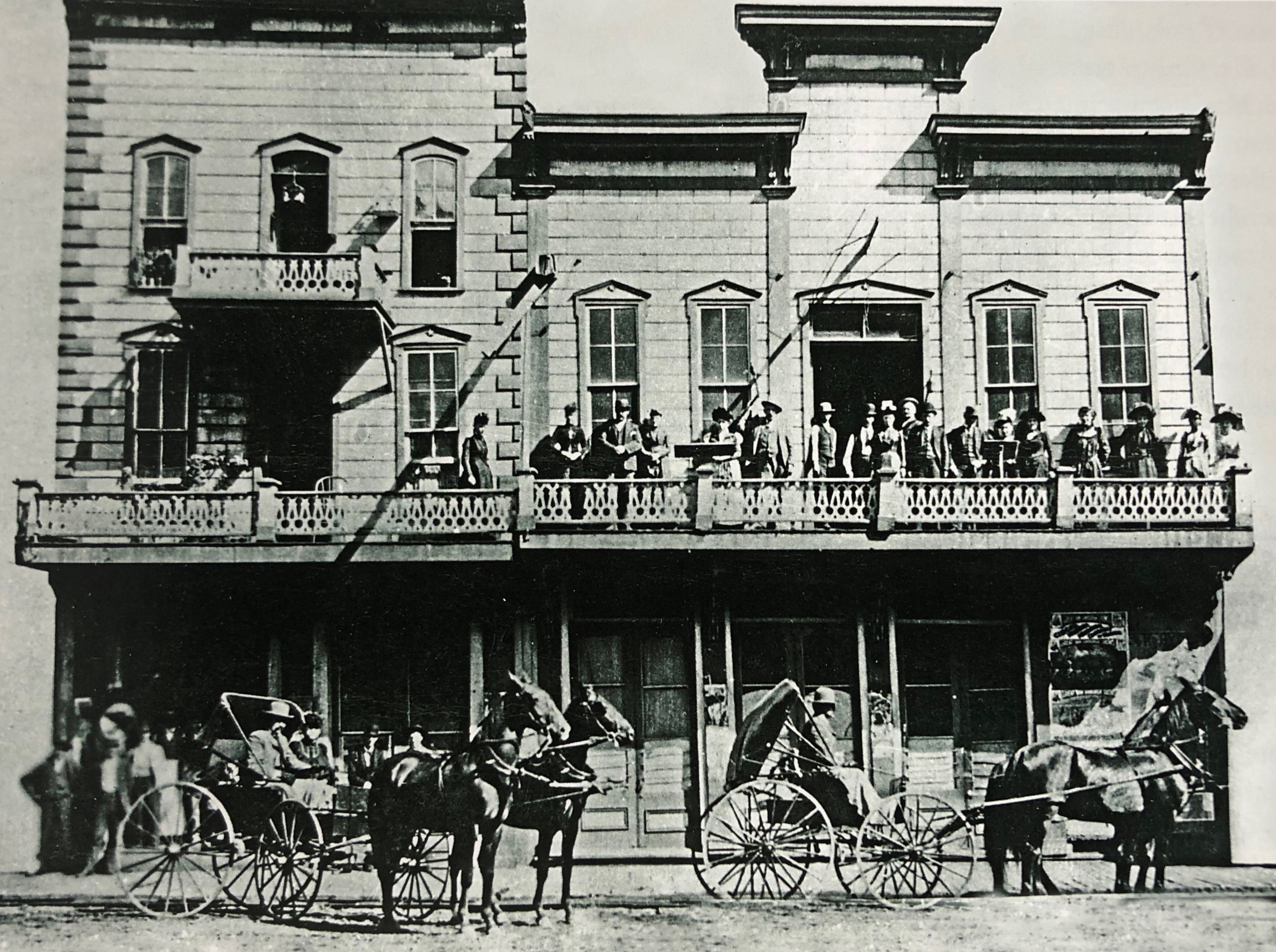
Das Gem 1878

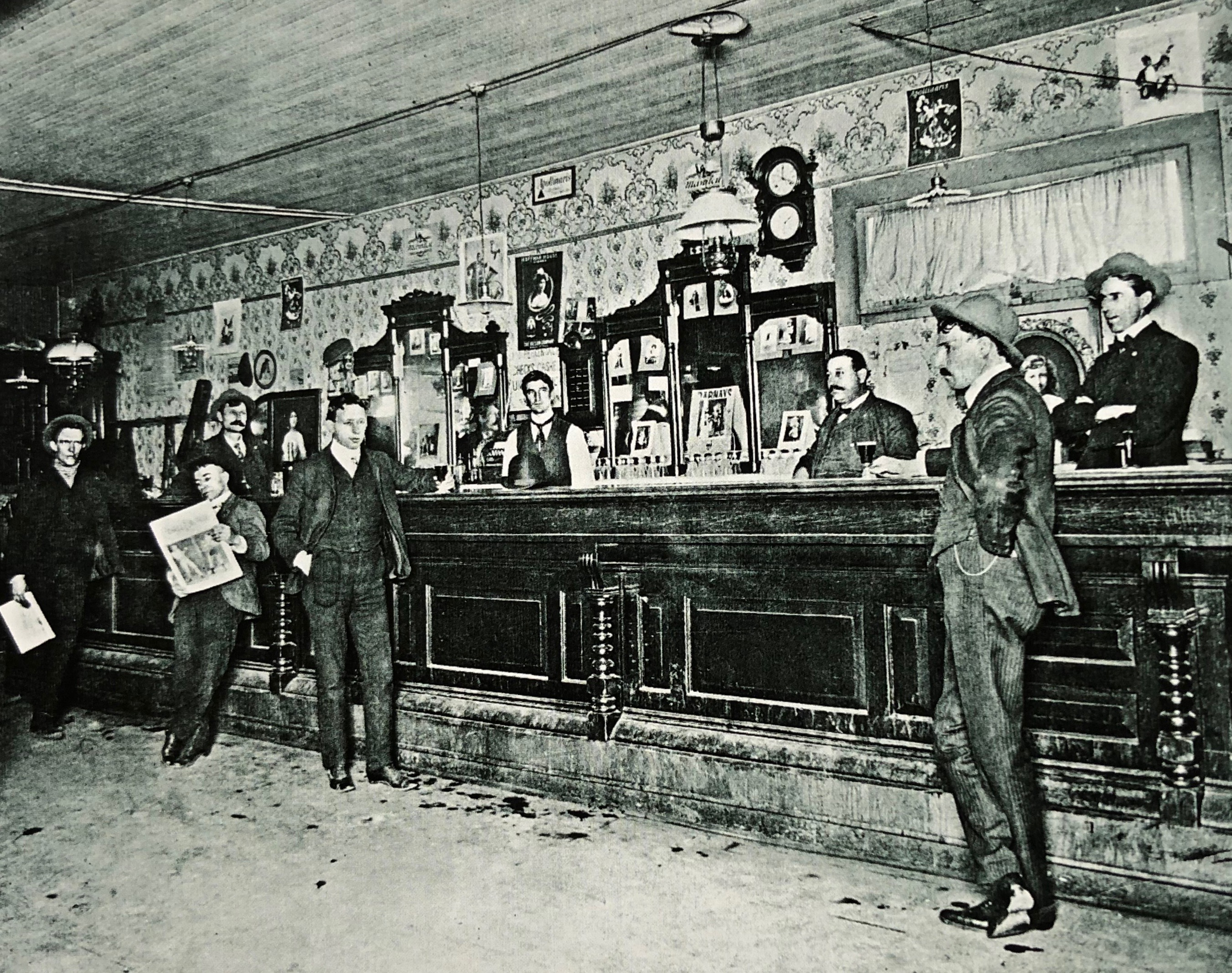
Der Saloon des Gem mit Swearengen, 3.v.r.

Das Gem Theater war ein berühmter Saloon in Deadwood (South Dakota) unter Führung von Al Swearengen. Sowohl Swearengen als auch das Gem sind wichtiger Bestandteil der HBO TV-Serie Deadwood.

## Geschichte
Das Gem wurde erstmals am 7. April 1877 an der Ecke Wall Street und Main Street der damals neu gegründeten Goldgräbersiedlung Deadwood eröffnet. Neben dem Ausschank von Alkohol bestand das Hauptgeschäft des Saloons aus Variety-Shows und Prostitution. Für sein Bordell lockte Swearengen junge Frauen mit Versprechen in das abgelegene Deadwood und zwang sie dann unter anderem durch Gewaltanwendung zur Prostitution.
Das Gem galt als äußerst lukrativ und brachte am Abend durchschnittlich 5.000 bis 10.000 US-Dollar, was nach der Berücksichtigung der Inflation heute etwa 85.000 bis 170.000 US-Dollar entspricht.
Beim großen Stadtbrand am 26. September 1879 brannte auch das «Gem» bis auf die Grundmauern ab. Swearengen nahm dies zum Anlass, sein Etablissement noch prächtiger und größer wieder aufzubauen. Auch nach einem zweiten Brand im Jahr 1894 baute Swearengen das «Gem» wieder auf. Bei einem erneuten Brand 1899 stellte die Feuerwehr fest, dass jemand die Schlüssel zu den Hydranten entfernt hatte; das Gebäude brannte nieder.
Swearengen verließ die Stadt und ging nach Colorado. 1904 wurde er in Denver tot mit einer schweren Kopfverletzung aufgefunden. Die Umstände seines Todes wurden nicht untersucht.